# 中國夢 (歌曲)
中國夢，香港歌手羅文主唱的粵語歌曲，由黃霑填詞、趙文海作編曲，收錄於羅文1983年的專輯《愛的幻想》，並拍攝了音樂錄影帶；而歌詞略有幾處差別的國語版則收錄於1984年新加坡歌林唱片發行的專輯《塞外風雲·心裡的希望·吶喊》。

## 背景
台灣歌手侯德健的《龍的傳人》和劉家昌曲詞的我是中國人分別在1980及1982年傳入香港並傳唱一時，兩首歌對中國的描述被論者形容為「感傷的」，歷史悠遠然而久經災難，並引起往後一些香港填詞人仿效。1982年，日本文部省批准多家出版社修訂高中歷史教科書，當中對日本第二次世界大戰時侵略鄰國的描述被指有淡化意圖，更使該兩年間港人反日情緖高漲，樂壇上便湧現了大量愛國歌曲，包括中國夢、勇敢的中國人等。:100 
藝人呂方本來是原唱，但當時粵語不佳；黃霑亦因為對他青睞有加，特地向他解析歌詞，但覺得他的情感演繹始終不過關。後來呂方錄音時被同屬華星唱片的前輩羅文遇見，羅文覺得歌曲更適合自己便拿去唱了，最後呂方只灌錄了國語版，收錄於1984年與小虎隊推出的合集《可會遺忘/忍著淚說Goodbye》。

## 歌詞大意與評價
詞人以華夏文明的發源地——黃河借喻中國夢，而這個夢就是中國人的自由不再受壓抑，幸福快樂地生活，不再受折磨。
歌評人朱耀偉、黃志華及游威均視之為黃霑家國情懷詞的代表作。朱認為歌詞包裝不空洞、比喻生動貼切、富個人情感。游威評道：「把家國情懷寫入個人獨白，喚起香港市民和中國人重溫『唐漢風範』的愛國熱誠，親切之餘絕不顯說教。」
出道前的詞人林夕認為歌詞兼具民謠式平實的美與煽情的號召，「但詞裡面的『何時睡獅吼響驚世歌』、『五千年無數中國夢，在河中滔滔過』卻略須咀嚼」，沒黃霑同期所寫的愛國歌兼連續劇插曲《勇敢的中國人》那麼「即食」，故沒後者流行；朱耀偉卻認為影響因素是電視播放率的差異。

## 延伸
羅文曾在1985年的央視《春節聯歡晚會》及1989年的《民主歌聲獻中華》獻唱中國夢（前者國語版後者粵語版）。1990至2010年代初，中國夢是《維園六四燭光晚會》的常駐歌曲。至2014年，主辦方疑因青年支持者「去中國化」、「本土化」的壓力，把這首歌抽起不用，2015年更從場刊的歌詞表中剔除。香港學生領袖馮敬恩、王澄烽、黃之鋒曾表示對中國夢欠缺共鳴。黃之鋒又說，較諸中國身份自豪感，道德良知才是學生參加六四晚會的主要推動力。

## 外部連結
- 《中國夢》羅文（1985年中央電視台春節聯歡晚會）（页面存档备份，存于）
- 《中國夢》大合唱（1989年民主歌聲獻中華演唱會）（页面存档备份，存于）